# Ašina Huseluo
Ašina Huseluo (kitajsko 阿史那斛瑟罗) je bil od leta 693 do 704   marionetni kagan Mongolije, ki ga je na ta položaj imenovala Vu Dzetjan iz dinastije Tang, edina cesarica v kitajski zgodovini, * ni znano, † 704, Čangan.

## Življenje
Ašina Huseluo je bil sin Ašina Budžena, ki je umrl leta 667. Njegov prvotni naziv je bil Bori šad (歩利設). V njegovi mladosti je vpliv dinastije Tang v Srednji Aziji tako upadel v korist Tibetanskega cesarstva, da ni mogel vladati deželam in plemenom svojih prednikov. Leta 685 ga je cesarica Vu Dzetian imenovala za dživandžue kagana in mengčija Generalnega protektorata, da bi okrepila svojo oblast na zahodu. 
Leta 690 je bil za zasluge v bojih proti Tibetanskemu cesarstvu in Drugemu turškemu kaganatu imenovan za džedžong šidžu kagana (kitajsko 竭忠事主可汗, dobesedno kagan, ki je bil zvest svojemu cesarju). Do svojih podložnikov naj bi bil oster in neusmiljen. 
Po uporu Ašina Tuizija so ga leta 700 znova poslali v Suije kot poveljnika ekspedicijskih sil (平西軍大総管). Po vzponu turgeškega poglavarja Vudžileja se ni več upal vrniti na zahod.  
Umrl je leta 704 v Čanganu. Nasledil ga je sin Ašina Huajdao. 

## Vir
- Knjiga dinastije Tang, zvezek 192